# Publio Quintilio Varo
Publio Quintilio Varo (en latín, Publius Quinctilius Varus; Cremona, 47/46 a. C. - Bosque de Teutoburgo, 9 d. C.) fue un político y militar romano bajo el primer emperador romano Augusto. Varo es generalmente recordado por la desastrosa derrota de Teutoburgo, en la que se perdieron tres legiones, tras una emboscada por parte de una coalición de tribus germánicas liderada por Arminio, jefe tribal de los queruscos. Tras la derrota, Varo se suicidó para evitar la captura y la vergüenza. 

## Biografía

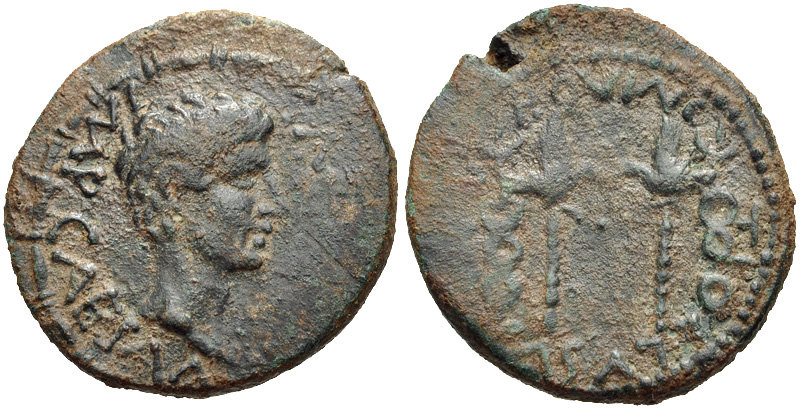
As de Augusto acuñado en Beritus (Beirut, El Líbano), emitido por Quintilio Varo durante su mando como gobernador de Siria

Si bien Varo era patricio de nacimiento, su familia, los Quintili Vari, llevaban mucho tiempo en la pobreza y carecían de importancia. Era hijo de Sexto Quintilio, quien militó en el bando republicano durante la segunda guerra civil contra Julio César. Sexto sobrevivió a la derrota y se desconoce si estuvo implicado en el asesinato de Julio César, para terminar suicidándose tras la batalla de Filipos. A pesar de las lealtades políticas de su padre, Varo se convirtió en partidario del sucesor de Julio César, Octaviano (Augusto). Varo debió su ascenso al favor de César Augusto, del cual se mostró partidario muy pronto, reforzando los lazos mediante su matrimonio con la hija de Agripa, Vipsania, que a su vez, era nieta del emperador. Así consiguió la amistad del propio Augusto y de su suegro Marco Vipsanio Agripa, siendo Varo el encargado de leer el elogio fúnebre de este, junto con el futuro emperador Tiberio.Varo acompañó a Augusto en una gira de tres años por las provincias orientales entre 22 a. C. y 19 a. C., ganando reconocimiento público mientras estuvo allí. Alrededor del 15 a. C., Varo pasó un año o más como el legado de la legión XIX mientras estuvo apostada en Dangstetten (cerca de la actual Küssaberg), como se ha descubierto tras la excavación de una placa con su nombre en este sitio.
Con su carrera política así potenciada, fue elegido cónsul en el año 13 a. C. junto con el futuro emperador Tiberio, para ser nombrado después procónsul en África y legado propretor en Siria. En Judea sofocó duramente el levantamiento judío tras la muerte de Herodes I el Grande, consiguiendo una importante fortuna personal. Un historiador antiguo resumió su etapa de gobierno en Siria diciendo «Llegó pobre a una provincia rica y salió rico dejando una provincia pobre». 

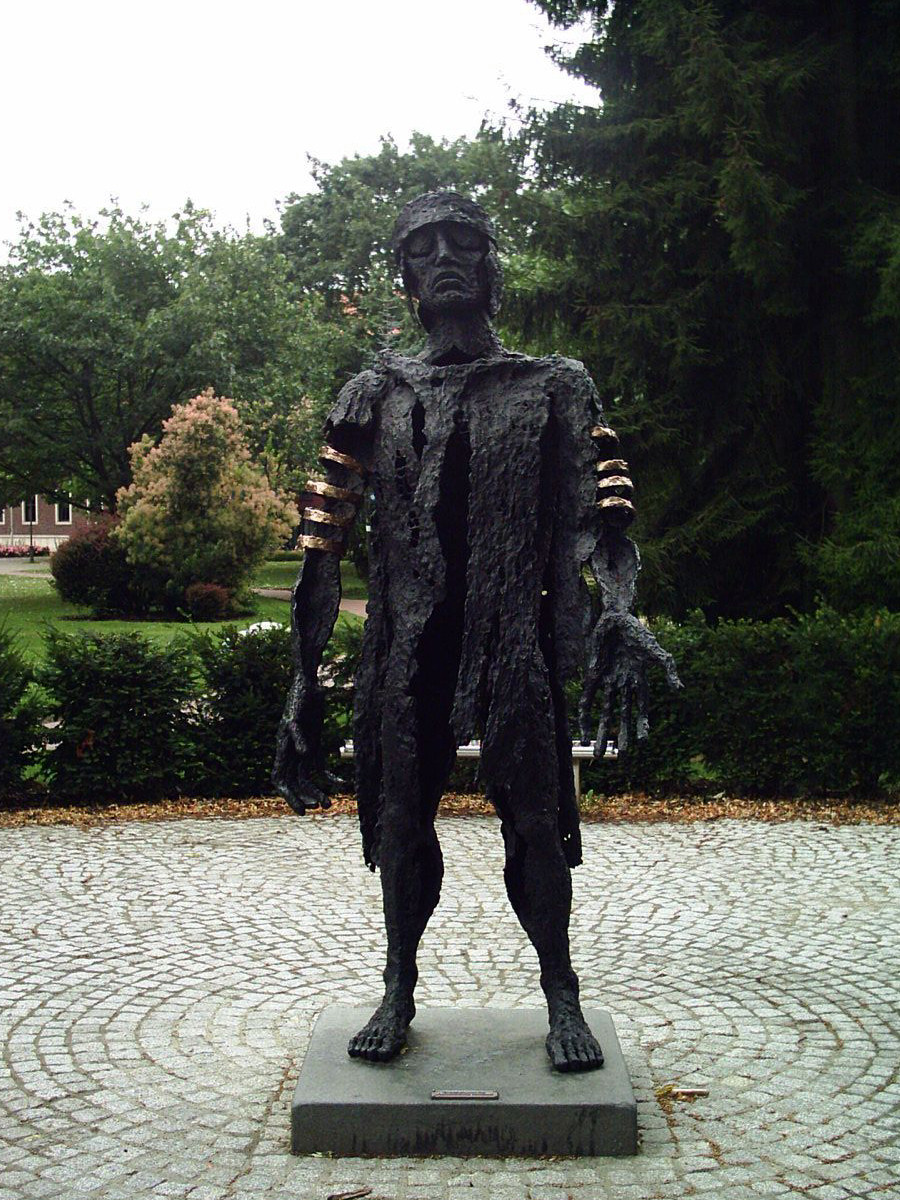
La derrota de Varo (2003), una escultura de Wilfried Koch en Haltern am See, Alemania.

Augusto lo envió en el año 9 como legado a la región de Germania, zona que había sido añadida al imperio tras las incursiones de Druso primero y de Tiberio después, aunque esa dominación era más nominal que real y Varo debía afianzar el dominio romano y recaudar impuestos. El dominio real romano era la costa, lo que ahora serían los Países Bajos y el norte de Baja Sajonia, el resto eran tribus aliadas o vasallas más o menos independientes. Sin embargo, las supuestas extrema codicia, falta de sensibilidad y el uso de métodos de romanización demasiado expeditivos hicieron a Varo incurrir en diversos errores de gobierno, que le llevaron finalmente a provocar el descontento general y a convertirse en una figura muy impopular entre la población germana. Dión Casio señalaba que un jefe germano, que había participado en otra rebelión anterior, ya había dicho «Vosotros los romanos os buscáis los problemas solos. No enviáis perros y pastores para vigilar vuestros rebaños, sino que colocáis lobos hambrientos».
El ejército que guarnecía la región de Westfalia fue atacado por el caudillo Arminio al frente de una confederación de tribus de queruscos aliada a sus vecinos cuados. Los maroboduos y los marcomanos permanecieron neutrales. Ignorando las advertencias de Segestes, Varo se internó imprudentemente en territorio hostil engañado por Arminio, con tres legiones, la XVII, XVIII y XIX, tres alas de caballería y seis cohortes. Lo que ocurrió a continuación es una simple conjetura, debido a lo total de la victoria,. Lo cierto es que las tres legiones fueron masacradas, probablemente en septiembre de 9 d. C., tras una sangrienta emboscada en el bosque de Teutoburgo. Recientes investigaciones arqueológicas dirigidas por W. Schluter sitúan el emplazamiento del combate en Kalkriese, en las faldas de los montes Wiehen, al norte de Osnabrück, a unos 45 km del monumento que los nacionalistas alemanes erigieron en el siglo XIX como conmemoración de la victoria germana. 

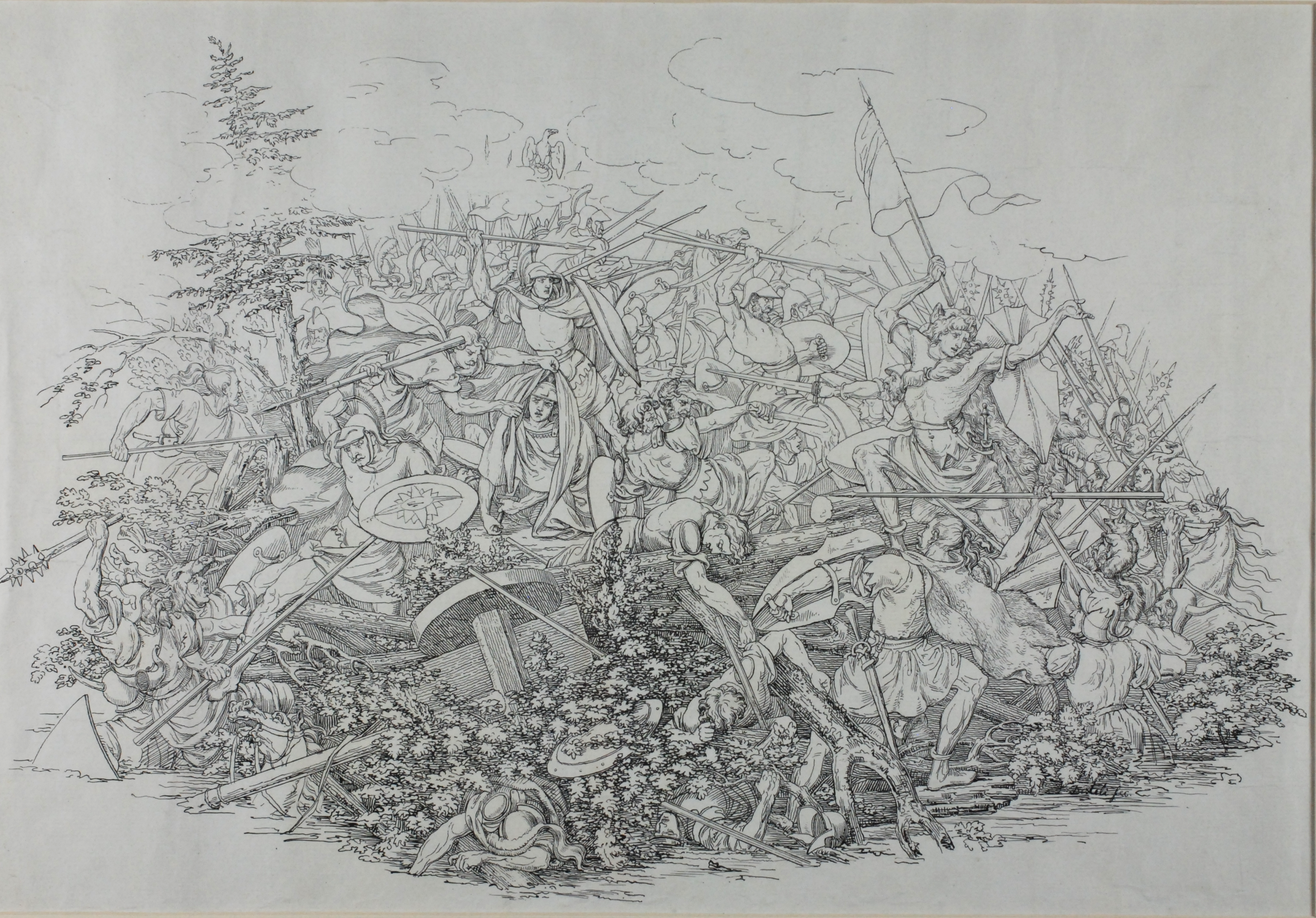
Litografía de Martin Disteli, de la década de 1830, de Varo cayendo sobre su espada durante la batalla del Bosque de Teutoburgo

Las pérdidas estimadas en el ejército romano se acercaron a los 30 000 muertos. Varo, herido en la batalla, se supone que ante el riesgo de caer en manos del enemigo, y siguiendo la tradición familiar de su padre y de su abuelo, optó por suicidarse, dejándose caer sobre su espada. Su cabeza fue remitida como trofeo de guerra a Marbod, rey de los marcomanos, con quien Arminio quería formar una alianza, pero Marbod, temiendo la ira romana, la envió a Roma donde fue finalmente enterrada en el panteón familiar. La mayoría de los oficiales romanos de alto rango fueron llevados a las arboledas sagradas, donde los germanos los ejecutaron tras someterlos a horribles torturas. Algunos romanos capturados fueron enjaulados y quemados vivos en la hoguera. Otros fueron esclavizados o liberados tras el pago de un rescate. Tácito y Floro reportan que las tribus germánicas victoriosas torturaron y sacrificaron a los oficiales cautivos a sus dioses en altares que aú podían verse años después. Pocos años más tarde las legiones consiguieron alcanzar el fatídico bosque de Teutoburgo al mando de Germánico. Tácito describe lo que encontraron: 

En el campo, los huesos de los soldados yacían esparcidos por el suelo, cada uno en el lugar donde había caído defendiendo su posición o huyendo. Había restos de armas y también los huesos de los caballos, mientras que había cabezas humanas clavadas en los troncos de los árboles de alrededor. En estas arboledas se encontraban los altares bárbaros donde habían sido sacrificados los tribunos y los centuriones.

Tras esta derrota, que dejó desguarnecida la frontera y hubiera permitido a los germanos llegar hasta la misma Roma, se creó el limes del Rin y en ese momento, Tiberio ya como emperador, envió a su sobrino Germánico a vengar dicha derrota, consiguiendo vencer a Arminio, recuperar las águilas y pacificar el territorio. Los queruscos después de la muerte de Arminio, eligieron como rey a Itálico (sobrino de este y leal a Roma) y años más tarde serían destruidos por los catos. La derrota supuso un duro golpe para el prestigio militar de Roma, hasta el punto de que los números de las legiones derrotadas (XVII, XVIII y XIX) nunca más volvieron a utilizarse. 
Suetonio dejó escrito que Augusto, meses más tarde y aún afectado por el desastre, golpeaba la cabeza contra las paredes repitiendo: «Quintili Vare, legiones redde» (Quintilio Varo, devuélveme mis legiones).